# Альохін Василь Васильович
Васи́ль Васи́льович Альо́хін (нар. 16 січня 1882, Курськ — 3 квітня 1946) — російський радянський геоботанік, засновник московської школи фітоценологів, професор.

## Життя і творчість
Ще будучи учнем гімназії, почав цікавитися життям природи, проводив спостереження на лугових степах під Курськом. У сім'ї любили розводити квіти і добре знали назви багатьох культивованих рослин. Звідси ще в дитинстві народилася любов до квітів, яка згодом переросла з часом в інтерес до ботаніки. У 1895 р., коли Василь був гімназистом III класу, рідні подарували йому книгу Д. Маєвського «Флора Средней России», 13-річний натураліст починає з великим завзяттям відвідувати ділянки цілинного степу під Курськом — Стрілецький степ, збирає там рослини і визначає їх по книзі Маєвського.
У 1901 р. Василь Альохін вступає на природниче відділення фізико-математичного факультету  Московського університету. У 1907 р. Альохін закінчив університет і був залишений на кафедрі ботаніки професором М. І. Голенкіним для підготовки до професорського звання. У 1909 р. в Працях Петербурзького товариства дослідників природи виходить його перша друкована робота — «Очерк растительности и ее последовательной смены на Стрелецкой степи под Курском». У 1914 р. Альохін склав магістерські іспити і став приват-доцентом. З 1918 р. Альохін стає професором Московського університету, одночасно викладає в ряді інших вузів Москви. У 1923 р. в МДУ виникає спеціалізація «геоботаніка», а 1929 р. було створено кафедру з цієї спеціальності, керував якою Василь Васильович.
Особливо приваблювали Альохіна недоторкані ділянки цілинної степової рослинності. Йому належить честь відкриття Стрілецького, Козацького та Ямського степів, на яких згодом було створено Центрально-Чорноземний заповідник.
Починаючи з 1908 р., Альохін публікує серію статей, в яких доводить необхідність охорони цих трьох степових ділянок, а також інших залишків природної степової рослинності. Він публікує переліки ділянок, де ще збереглася цілина. У 1925 р. вчений писав: "Що зроблено для того, щоб ці цінні природні документи збереглися і не зникли остаточно? Адже подібні  пам'ятки природи, раз зруйновані, ми, при всьому своєму бажанні, створити знову не в змозі. І, виявляється — до нашого сорому — в цьому відношенні не зроблено нічого або майже нічого. Альохін запропонував поставити питання про створення мережі степових заповідників, кожен з яких повинен представляти весь степовий комплекс даного району.
У вересні 1929 В. В. Альохін бере активну участь в І Всеросійському з'їзді з охорони природи, робить доповідь «Охорона степів»: «Слід створити спеціальну експедицію для виявлення таких цілинних ділянок. Зважаючи швидкий темп розорювання степу, нам слід з цією справою особливо поспішати. Степи необхідно зберігати в інтересах: а) наукових, б) педагогічно-екскурсійних та в) господарських. У господарському відношенні цілинний степ має величезне значення. Питання про підвищення урожайності найтіснішим чином пов'язане з відновленням нормальних властивостей чорнозему, що може бути вивченим тільки на цілинних ділянках. Введення в культуру нових трав'янистих рослин, встановлення нових посухостійких рас, підбір нових травосумішей тощо — все це може дати лише вивчення цілинних степів. Степові ділянки є еталонами природних продуктивних сил даної місцевості стосовно сільського господарства». З'їзд прийняв з приводу його доповіді спеціальну резолюцію. У ній говориться: «… 4. Спорядити — на кошти Главнауки — ряд експедицій влітку 1930 р. для відшукання нових степових ділянок і для планомірного детального огляду вже виявлених. 5. Всіляко пропагувати ідею охорони степів із з'ясуванням господарської цінності цієї охорони; 6. Особливо підкреслити крайню спішність даного питання».
У 1930 р. РНК РРФСР прийняв постанову про створення Центрально-Чорноземного степового заповідника. Наркомпросу РРФСР доручалося в порядку здійснення п'ятирічного плану розвитку народного господарства організувати і оформити степовий заповідник площею до 10 тис. га. 5 липня того ж року Президія Центрально-Чорноземного облвиконкому оголосила повними заповідниками місцевого значення цілу низку степових ділянок. У 1933 р. МДУ було організовано спеціальну експедицію, очолив яку В. В. Альохін. Вона повинна була визначити кілька великих степових ділянок, які б склали основу проектованого заповідника. Альохін вважав, що він повинен складатися з декількох ділянок у різних частинах краю і, по можливості, представляти все розмаїття степів області. Визнаючи гостру необхідність створення заповідників взагалі, він вважав, що степові заповідники потрібно створювати в першу чергу тому, що «зникнення останніх залишків степів відбувається украй швидко, і за відомої повільності ми можемо втратити безповоротно найцінніші зразки непорушеної дикої природи».
З 1930 р. Курський обласний музей краєзнавства спостерігає за збереженням ділянок цілинного степу від розорювання. Нарешті, 10 лютого 1935 р. постановою Президії ВЦВК Центрально-Чорноземний державний заповідник було засновано.
Професор Альохін — діяльний член Комітету по заповідниках при ВЦВК. Про це можна судити хоча б по такому цікавому свідченню тієї пори, як проект доповідної записки Науковому відділу ЦК ВКП (б) про обстеження заповідників РРФСР, підготовленої в листопаді 1934 р. майбутнім академіком  О. В. Лепешинською, активним соратником  Т. Д. Лисенко: «Альохін,  Бутурлін і Житков — активні, але ідеалісти, дотримуються реакційних течій в заповідниках».
У 1938 р. Альохін одним з перших в СРСР піднімає питання про створення списку рідкісних рослин Радянського Союзу.
Помер В. В. Альохін 3 квітня 1946 р. Його ім'я присвоєно Центрально-Чорноземному заповіднику.
На честь Альохіна названі мис, бухта та річка на острові Кунашир.

## Публікації
- Алехин В. В. Аскания-Нова. Замечательный оазис в степях Таврической губернии. — М., 1912.
- Алехин В. В., 1921. Лотаревская степь в Усманском уезде Тамбовской губернии в б. имении кн. Вяземского // Дневник I Всероссийского съезда русских ботаников в Петрограде в 1921 г., № 4, Пг.
- Алехин В. В. Флора Центрально-Черноземного заповедника // Тр. Центрально-Чернозем. гос. зап-ка им. проф. В. В. Алехина. — 1940. — Вып. 1.
- Алехин В. В. Инструкция по геоботаническим исследованиям в заповедниках // Науч.-метод. зап. — 1941. — Вып. 8. — М.

## Про нього
- Архив РАН, ф. 1588, оп. 1, д. 102, л. 7.
- Базилевская Н. А., Мейер К. И., Станков С. С., Щербакова А. А. Выдающиевся отечественные ботаники. — М.: Учпедгиз, 1957. — 444 с.
- Борейко В. Е. Словарь деятелей охраны природы. — К.: КЭКЦ, 2001. — 524 с.
- Гусев А. А. Центрально-Черноземному государственному биосферному заповеднику имени профессора В. В. Алехина — 50 лет // Бюлл. МОИП, отд. биол. — 1986. — Т. 91, вып. 2.
- Краснитский А. М. Центрально-Черноземному заповеднику имени профессора В. В. Алехина — 40 лет // Бот. журн. — 1976. — Т. 61, № 4.
- Петров В. В. К 100-летию со дня рождения профессора В. В. Алехина // Вест. Моск. ун-та. Сер. 16, Биология. — 1983. — № 1.
- Работнов Т. А. Работы В. В. Алехина по изучению луговой растительности // Бюлл. МОИП, отд. Биологии. — 1972. — Т. 77. № 1.
- Рысин Л. П. Проблема сохранения ботанических памятников природы черноземного центра в работах В. В. Алехина и ее современное решение // Эколого-ценотич. и географ. особенности растительности. — 1983. — С. 196—202.
- Толубеев В. Н. К 25-летию Центрально-Черноземного заповедника // Бот. журн. — 1960. — Т. 45, № 9.
- Труды 1-го Всероссийского съезда по охране природы. — М., 1930.